# Let’s Get Loud
A Let's Get Loud, Jennifer Lopez ötödik kislemeze bemutatkozó albumáról az On the 6ről melyet a Grammy-díjas énekesnő Gloria Estefan írt és amelyet férje a kubai színész, producer Emilio Estefan produkált.
A dal videóklipjét Jeffrey Doe rendezte, a felvételt az 1999-es női labdarúgó-világbajnokságon rögzítették.

## Változatok

### Európai kislemez
1. Let's Get Loud (Album Version)–3:58
2. Let's Get Loud (Kung Pow Radio Mix)–3:56

### Európai MAXI kislemez
1. Let's Get Loud (Album Version)–3:58
2. Let's Get Loud (Kung Pow Radio Mix)–3:57
3. Let's Get Loud (Castle Hill Club Mix)–8:08
4. Let's Get Loud (Matt & Vito's Live Your Life Radio Edit)–4:11

### Ausztrál kislemez
1. Let's Get Loud–3:58
2. Let's Get Loud (Kung Pow Radio Mix)–3:57
3. Let's Get Loud (Castle Hill Club Mix)–8:08
4. Let's Get Loud (D.MD Strong Club)–10:32
5. Let's Get Loud (Matt & Vito's Live Your Club Mix)–11:19

## Helyezések
| Országok                           | Csúcspozició |
| ---------------------------------- | ------------ |
| Ausztrál kislemezlista             | 9            |
| Osztrák kislemezlista              | 11           |
| Belga kislemezlista (Flandria)     | 7            |
| Belga kislemezlista (Vallónia)     | 21           |
| Holland kislemezlista              | 2            |
| Francia kislemezlista              | 40           |
| Német kislemezlista                | 13           |
| Olasz kislemezlista                | 6            |
| Svéd kislemezlista                 | 52           |
| Svájci kislemezlista               | 10           |
| U.S. Billboard Hot Dance Club Play | 39           |

### Minősítések
| Ország     | Tanusitó | Minősítés | Értékesítés |
| ---------- | -------- | --------- | ----------- |
| Ausztrália | ARIA     | Platina   | 70,000      |
| Hollandia  | NVPI     | Arany     | 25,000      |

## Fordítás
Ez a szócikk részben vagy egészben  a   Let's Get Loud (Jennifer Lopez song) című angol Wikipédia-szócikk fordításán alapul.  Az eredeti cikk szerkesztőit annak laptörténete sorolja fel. Ez a jelzés csupán a megfogalmazás eredetét és a szerzői jogokat jelzi, nem szolgál a cikkben szereplő információk forrásmegjelöléseként.